# Nacho Monreal
Ignacio „Nacho” Monreal Eraso (Pamplona, 1986. február 26. –) spanyol labdarúgó balhátvéd, jelenleg a Real Sociedad és a spanyol válogatott játékosa.

## Pályafutása

### Osasuna
Monreal 2006-ban került be az Osasuna első osztályú keretébe, miután végigjárta az Osasuna utánpótlás csapatait. 2006. október 22-én debütált egy hazai Valencia CF elleni 0-1-re elvesztett találkozón.

### Málaga
2011. június 10-én a Malágahoz igazolt, amely 6 millió eurót fizetett a játékjogáért. Első szezonjában a portugál Eliseuval kellett megküzdenie a posztján a csapatba kerülésért és végül csak 7 meccsen nem kapott lehetőséget. Csapata 4. helyen végzett a bajnokságban, ezért a csapat története során először indulhatott a Bajnokok Ligája selejtezőjében, amit sikerrel vettek, így bejutottak a csoportkörbe.
Egyetlen gólját az andalúzok színeiben az idegenbeli 3-2-re RCD Mallorca elleni megnyert mérkőzésen szerezte.

### Arsenal
2013. január 31-én egy hosszútávú szerződést kötött az angol élvonalban szereplő FC Arsenal csapatával. Az Arsenal 8,3 millió fontért vásárolta meg a Malága csapatától. A Stoke City ellen 1-0-ra megnyert mérkőzésen debütált.
2013. február 23-án jegyezte első gólpasszát, amit a spanyol csapattársának, Santi Cazorlának adott. Ezzel a góllal verték 2-1-re az Aston Villát. Március 16-án lőtte az első gólját az ágyúsok színeben a Swansea City AFC ellen.

### Válogatott
2007-ben először kapott meghívót az U21-es válogatottba. a 2009-es U21-es Európa-bajnokság minden meccsén játszott, de a csoportkör után kiestek.
2009. augusztus 6-án mutatkozott be a spanyol válogatottban egy Macedónia elleni felkészülési mérkőzésen. Joan Capdevilát váltotta az utolsó 15 percre.

## Sikerei, díjai
- Arsenal
  - FA-kupa: 2013–14, 2014–15, 2016–17
  - Angol szuperkupa: 2014, 2015, 2017
- Real Sociedad
  - Spanyol kupa: 2020

## Fordítás
Ez a szócikk részben vagy egészben  a   Nacho Monreal című angol Wikipédia-szócikk fordításán alapul.  Az eredeti cikk szerkesztőit annak laptörténete sorolja fel. Ez a jelzés csupán a megfogalmazás eredetét és a szerzői jogokat jelzi, nem szolgál a cikkben szereplő információk forrásmegjelöléseként.